# Uhlsport
Компанія Uhlsport GmbH заснована в 1948 році в Німеччині. Назва походить від прізвища засновника - Uhl.
Перша продукція компанії - елементи футбольного взуття (підошви і шипи).
З 1968 компанія Uhlsport починає випускати воротарську екіпіровку і досягає в цьому видатних результатів. Ніхто в світі не знає так багато про воротарську екіпіровку, як uhlsport!
Провідні воротарі світу обирають екіпіровку uhlspor. Українські голкіпери не виняток - Шовковський (Динамо), Рева (Арсенал), Горяїнов (Металіст) виступають в рукавицях Uhlsport.
Сьогодні Uhlsport - це не тільки найкраще воротарська екіпірування. Компанія володіє патентами на принципово нові розробки в області м'ячів, а також активно займається розробкою нових моделей футбольного взуття і форми.
Продукцію фірми Uhlsport знають і люблять у всьому світі. Особливо вона популярна в рідній Німеччині, де дуже цінується якість і стильність.
Uhlsport не претендує бути мега-брендом. Це виключно футбольний бренд, який концентрує зусилля в 3-х основних напрямках:
- - постійне вдосконалення технологій з урахуванням потреб футболістів. Кожна модель створюється в тісній співпраці з професіоналами;
- - оптимальна функціональність продукції. Кожна деталь повинна знаходитися на своєму місці і бути корисною;
- - підтримка високого рівня якості виготовлених виробів.

Асортимент Uhlsport широко представлений виробами з текстилю, бутсами, м'ячами та аксесуарами для професійних футболістів і любителів, такими як  рукавиці, сумки, рюкзаки тощо.
Компанія Uhlsport має представництва в більш ніж 70 країнах світу.
В екіпіровці Uhlsport грали:
1989-1991 - Inter Milan повністю екіпірований в uhlsport. Стає італійським чемпіоном.
1991 - 1994 - FC Kaiserslautern - чемпіон Німеччини 1991 р. Повністю екіпірований в uhlsport.
1995-1998 - Hamburger SV
1998 - MVS Duisburg, Blackburn Rovers і Vitesse Arnheim екіпіровані в uhlsport.
В даний час в uhlsport екіпіровані такі відомі команди як: «Еспаньйол Барселона» (Іспанія, фіналіст кубка UEFA 2007 року), ЦСК «Софія» (Болгарія), «Локомотив Пловдив» (Болгарія), Дуйсбург (Німеччина).
М'яч Uhlsport протягом 10 років є офіційним м'ячем кубка Ліги Франції.